# Întregalde
Întregalde, (in ungherese Havasgáld) è un comune della Romania di 702 abitanti, ubicato nel distretto di Alba, nella regione storica della Transilvania.
Il comune è formato da un insieme di 11 villaggi: Dealu Geoagiului, Ghioncani, Iliești, Întregalde, Ivăniș, Mărinești, Modolești, Necrilești, Popești, Sfârcea, Tecșești.
La popolazione ha una lunga tradizione nell'allevamento di animali, ma sta muovendo i primi passi l'industria del turismo, con i primi progetti per la costruzione di "seconde case".
Di un certo interesse nella zona sono:
- il santuario in legno di Sf. Ilie, del 1774, con decorazioni interne dipinte nel 1789;
- la riserva naturalistica della "Gola di Întregalde" (Cheile Întregalde);
- il museo etnografico rurale, che propone la ricostruzione dell'interno di un'antica casa contadina, con l'esposizione di attrezzi casalinghi e di lavoro tradizionali.